# Núi Kasa
Núi Kasa (笠ヶ岳 Kasa-ga-take) là một trong 100 núi nổi tiếng Nhật Bản, đạt chiều cao 2.897 m (9.505 ft). Tọa lạc tại dãy núi Hida ở quận Gifu và thuộc vườn quốc gia Chūbu-Sangaku. Hình dạng núi trông như một cây dù ("Kasa"-笠) hình tam giác. Do đó, núi được đặt theo tên này. Có nhiều dãy núi có cùng tên tại Nhật Bản và đây là núi cao nhất.